# Wahlenbergia parvifolia
Wahlenbergia parvifolia là loài thực vật có hoa trong họ Hoa chuông. Loài này được (P.J.Bergius) Lammers miêu tả khoa học đầu tiên năm 1995.